# Орудьево
Орудьево — село в Дмитровском районе Московской области. До 2006 года являлось центром Орудьевского сельского округа. Население — 1402 чел. (2010).
Железнодорожная платформа Орудьево Савёловского направления Московской железной дороги в 70 км от Москвы.

## История
Первое упоминание села относится к 1555 году, когда царь Иван Васильевич «жалует» село Новоспасскому монастырю по завещанию своего дяди — князя Дмитровского Юрия Ивановича.
После проведению в 1764 году секуляризации земель село отходит государственной коллегии экономии. После этой реформы село стало быстро разрастаться.
В селе и ближайших населённых пунктах был развит позументно-галунный промысел. Наиболее крупным предприятием была фабрика О. Е. Ижватова. На 1882 год фабрика насчитывала 18 строений. После революции фабрика была переделана в тесёмочно-ткацкую артель, а затем включена в колхоз «Ударник».
В 1857 году вместо деревянной церкви строится каменная Покровская церковь на средства прихожан.
В 1870 году была открыт школа. В 1900 году были открыты больница и медпункт. На лечение рабочих Пётр Осипович Ижватов выделял 5 руб в год. Ижватов при Уездной земской управе был гласным.
27 августа (9 сентября) 1915 года в лесу близ железнодорожной станции Орудьево были начаты ходовые испытания Царь-танка (завершившиеся провалом).
В первые годы советской власти образование Орудьевского сельсовета.
До 1994 года Орудьево — центр Орудьевского сельсовета, в 1994—2006 — Орудьевского сельского округа.
В селе находится Орудьевская средняя школа, Орудьевская больница.

### Деревня Яковлево
Ранее южнее Орудьево находилась деревня Яковлево. В 1930-х годах она ещё значится в Орудьевском сельсовете. Позже она была ликвидирована, т. к. срослась с селом.
По переписным книгам 1627-29 годов значится пустошью.
На карте Дмитровского уезда 1913 года она находилась южнее речки Пруниха и лечебницы (сейчас улица Больничная).

## Население
| 2002 | 2006  | 2010  |
| ---- | ----- | ----- |
| 2778 | ↘1334 | ↗1402 |

## Достопримечательности
Главная достопримечательность села — Церковь Покрова Божией Матери, современный каменный облик которой был сформирован в 1845—1857 годах.
В 4 километрах севернее Орудьева, на холме близ посёлка Очево, расположен ещё один памятник архитектуры — Церковь Введения во храм Пресвятой Богородицы (1842 — год постройки каменного храма), имя которой носит расположенное рядом Введенское озеро. На берегу озера расположен родник, где срублена маленькая часовня.

## География. Транспорт
Железнодорожная платформа Орудьево. Однопутная дорога на юг (Москва), однопутная — на север в (Дубну) и (Савёлово).
В направлении Орудьево от автобусной станции (Дмитров) курсирует автобус № 25 до Княжево.
Через село протекает речка Пруниха (приток Якоти).

## Известные уроженцы
- Владислав Третьяк (1952) — советский хоккеист, вратарь.